# Benzinäquivalent
Benzinäquivalent (manchmal mit BÄ abgekürzt) ist eine Maßeinheit für Energie. Sie wird verwendet, um den Energieverbrauch von Verkehrsmitteln zu vergleichen, die verschiedene Energieträger  benutzen.
Ein Benzinäquivalent von einem Liter entspricht dem Heizwert eines Liters Benzin und wird mit 32 MJ Megajoule angenommen. Dies entspricht {\displaystyle 8{,}{\overline {8}}} kWh. Der tatsächliche Energiegehalt von Benzin schwankt sortenabhängig um etwa 4 %.